# Ефрем (Барбинягра)
Епи́скоп Ефре́м (в миру Ефрем Александрович Барбинягра, рум. Efrem Barbineagră; 1 мая 1941, село Гандрабуры, Ананьевский район, Измаильская область) — епископ Русской православной церкви, правящий архиерей Боровичской и Пестовской епархии. Почетный гражданин города Боровичи (2016).
Тезоименитство — 29 мая/16 мая (преподобный Ефрем Перекомский)

## Биография
Родился 1 мая 1941 года в селе Гандрабуры Ананьевского района Измаильской (ныне Одесской) области в многодетной семье православных верующих. По его воспоминаниям: «всегда ходил в церковь, был с Богом… Священником я хотел быть всегда». Он также отмечал что: «В детстве я много паломничал, ездил в Киево-Печерскую лавру, Почаев».
В 1956 году окончил сельскую неполную среднюю школу. С того же года прислуживал, затем двенадцать лет служил пономарём храма Введения во храм Пресвятой Богородицы села Гандрабуры.
В 1969 году поступил в Ленинградскую духовную семинарию.
1 января 1972 года митрополитом Ленинградским и Новгородским Никодимом (Ротовым) в Николо-Богоявленском кафедральном соборе г. Ленинграда рукоположён в сан диакона (в целибатном состоянии), 27 февраля 1972 года в Свято-Троицком соборе Александро-Невской лавры — в сан пресвитера.
14 апреля 1972 года назначен штатным священником Спасо-Преображенской церкви села Бронница Новгородского района Новгородской области.
6 августа 1972 года освобождён от занимаемой должности и назначен штатным священником церкви святого апостола Филиппа г. Новгорода.
В 1972 году окончил Ленинградскую духовную семинарию и поступил в Ленинградскую духовную академию, которую окончил в 1976 году.
23 марта 1976 года митрополитом Херсонским и Одесским Сергием назначен настоятелем Свято-Троицкой церкви села Троицкое Любашёвского района Одесской области. 16 августа 1976 года освобождён от занимаемой должности и назначен настоятелем Архангело-Михайловской церкви села Липецкое Котовского района Одесской области. 21 декабря 1976 года освобождён от занимаемой должности и назначен настоятелем Свято-Покровской церкви посёлка Саврань Одесской области.
1 февраля 1977 года переведён в Александро-Невский собор города Ананьева Одесской области.
14 марта согласно личному прошению почислен заштат с правом перехода в Новгородскую епархию.
30 мая 1977 года митрополитом Ленинградским Никодимом назначен штатным священником церкви святого апостола Филиппа г. Новгорода.
12 февраля 1980 года митрополитом Ленинградским Антонием (Мельниковым) пострижен в монашество с именем Ефрем в честь преподобного Ефрема Перекомского, Новгородского чудотворца.
25 июня 1981 года был переведён настоятелем в церковь святой великомученицы Параскевы города Боровичи и благочинным Боровичского округа Новгородской епархии, который насчитывал всего 6 храмов.
21 июля 1981 года митрополитом Ленинградским Антонием был возведён в сан архимандрита в Князь-Владимирском соборе города Ленинграда.
Под руководством о. Ефрема была благоустроена церковь святой Параскевы; с 1989 года стали открываться храмы в его благочинии, впоследствии составившие Боровичскую епархию.
5 мая 1997 года был назначен исполняющим обязанности наместника Валдайского Иверского монастыря.
К тому времени отец Ефрем был одним из старейших священников в Новгородской епархии. Благодаря своему опыту он хорошо знал строительное дело, а также пользовался уважением прихожан, что позволило значительно ускорить работы по восстановлению монастыря. В дар монастырю он принёс старинную икону Божией Матери Знамение, которую почитал и с которой ранее никогда не расставался. Оживилась жизнь обители — было совершено пять монашеских постригов и четыре хиротонии.
В июне 2002 года отец Ефрем сложил с себя обязанности наместника монастыря и посвятил себя служению в Боровическом благочинии Новгородской епархии.
25 ноября 2007 года вновь назначен наместником Валдайского Иверского монастыря и с этого времени являлся исключительно наместником обители. За годы его наместничества, к 2011 году, число братии возросло до 15 насельников.

### Архиерейство
28 декабря 2011 года решением Священного Синода Русской православной церкви был избран епископом Боровичским и Пестовским.
3 февраля 2012 года в храме Всех святых, в земле Российской просиявших, Патриаршей и Синодальной резиденции в Даниловом монастыре в Москве состоялось наречение архимандрита Ефрема во епископа Боровичского.
5 февраля 2012 года в храме Спаса Преображения на Песках в Москве состоялась его рукоположение в епископа. Хиротонию совершили: патриарх Московский и всея Руси Кирилл, митрополиты Саранский и Мордовский Варсонофий (Судаков) и Новгородский и Старорусский Лев (Церпицкий), епископы Солнечногорский Сергий (Чашин) и Воскресенский Савва (Михеев).
С 11 по 25 июня 2012 года в Общецерковной аспирантуре и докторантуре проходил курсы повышения квалификации для новопоставленных архиереев.
В связи с достижением 75-летнего возраста подал, согласно уставу Русской православной церкви, прошение об уходе на покой. 3 июня 2016 года Священный Синод благословил ему продолжить управление Боровичской епархией

## Награды

### Церковные
- Орден Святителя Иннокентия, митрополита Московского и Коломенского II степени[10](1 мая 2016 года).
- Орден Преподобного Серафима Саровского II степени (2021)